# 2022년 영국 폭염

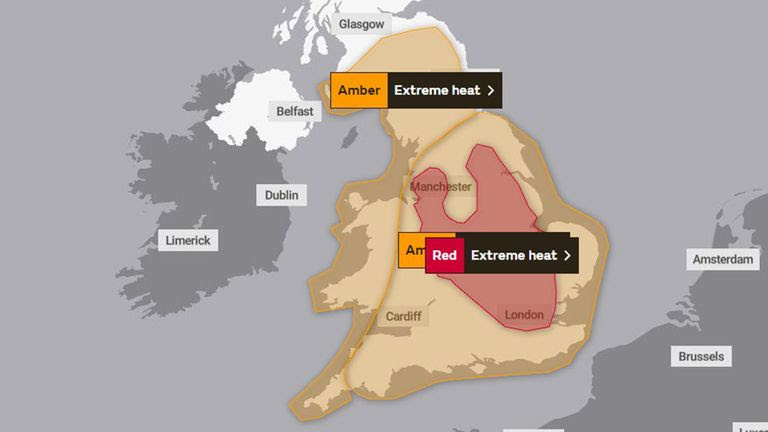
2022년 7월 18-19일 사이 영국 기상청이 발령한 기상 경보. 영국 전역에 황색 폭염 경보를, 잉글랜드 일부 지역에 적색 폭염경보를 발령하였으며 최고 온도 42°C로 예보되었다.

2022년 영국 폭염(2022年 英國 暴炎)은 2022년 7월 중순부터 영국 전역에 닥친 비정상적인 폭염 사태이다. 이 폭염은 영국 시간 기준 7월 8일 영국 기상청이 처음으로 폭염 주의보를 발령하면서 시작되었다. 7월 16일부터는 잉글랜드 중부와 남부 지역 대부분에 적색 폭염경보가 발령되었으며, 7월 18-19일에는 기록적인 최고 기온 관측이 예보되었다. 영국에서 진행되는 폭염은 기후 변화로 인해 유럽 전역에서 발생하는 대규모 폭염과 연관되어 발생한 사태이다.
7월 19일 영국의 히스로 공항에서 40.2 °C를, 코잉스비에서 40.3 °C를 관측하여 2019년 폭염 당시 최고 기온 기록이었던 38.7 °C를 돌파하고 영국 역사상 가장 높은 기온을 기록하였다.

## 경과
7월 8일, 영국 기상청이 처음으로 잉글랜드와 웨일스 일부 지역에 폭염 주의보를 발령하였다.
7월 12일, 영국 기상청은 7월 17일까지 황색 폭염경보를 발령하였으며, 이 경보는 7월 17일에서 19일로 다시 연장되었다. 또한 영국 기상청은 고온이 이 다음주까지 지속될 수 있으며 이에 따라 폭염 경보 예보도 더 연장할 수 있다고 말했다.
7월 15일, 영국 보건국은 "고위험군 외에도 건강군에서도 온혈 질환으로 사망할 수 있다며" 최고 단계인 4단계 폭염 경보를 발령하였다. 또한 영국 기상청은 잉글랜드 일부 지역에 최고 온도 40°C 이상의 역사상 최고 기온을 관측할 수 있다며 적색 폭염 경보를 발령하였고, 이에 따라 영국 정부는 국가비상사태를 선포하였다. 본 경보는 7월 18일부터 19일까지 예보되었으며 브리튼 제도 거의 대부분 영역에 발령되었다. 이 날 황색 폭염경보는 콘월, 웨일스 서부, 스코틀랜드 남부 지역까지 확대되었다. 같은 날 영국 기상청의 최고 기상학자인 폴 건더슨은 최고 기온이 40°C를 넘길 확률이 50%, 영국 역사상 최고 기온을 관측할 확률은 80%라고 밝혔다.
7월 17일 웨일스 하워든에서 최고 기온 33°C를 관측했으며 웨일스 역사상 최고 기온을 경신하였다. 잉글랜드에서는 낸트위치에서 최고 기온 32°C를, 스코틀랜드에서는 어친크루브(Auchincruive)에서 26.4°C를 관측하였다. 북아일랜드에서도 아마에서 최고 기온 27.7°C를 달성하며 북아일랜드 역사상 두 번째로 더운 날로 기록되었다.
적색 경보가 발령된 첫 날인 7월 18일 서퍽주 샌튼다운햄에서 최고 기온 38.1°C를 달성하며 영국 역사상 세 번째로 온도가 높은 날로 기록되었다. 웨일스에서도 하워든에서 최고 기온 37.1°C를 관측하여 웨일스 역사상 최고 기온을 다시 경신하였다. 스코틀랜드에서는 애보인에서 최고 기온 31.3 °C를 기록하였으며 북아일랜드에서는 데리린에서 최고 기온 31.3 °C를 기록하였다. 콘월에서는 부드에서 34.2 °C를 기록하며 1976년 6월 최고 기온 기록인 33.9 °C를 46년만에 처음으로 경신하였다.

## 같이 보기
- 2022년 유럽 폭염